# Six Nations Championship
Six Nations Championship är en årlig rugby union-turnering mellan Europas sex främsta lag, England, Frankrike, Irland, Italien, Skottland och Wales. Turneringen räknar sitt ursprung till 1883 och gör anspråk på att vara världens äldsta turnering mellan landslag. På södra halvklotet spelas The Rugby Championship som ett slags motvikt till denna turnering. Frankrike (2025) är regerande mästare.

## Förhistoria
I den ursprungliga turneringen Home nations deltog de fyra lagen från de brittiska öarna. 1910 anslöt Frankrike och turneringen fick namnet Five Nations. När även Italien anslöts 2000 fick turneringen sitt nuvarande namn.

## Format
Formatet på Six Nations är väldigt enkelt. Varje lag möter varandra en gång per turnering (vilket leder till att det totalt blir 15 matcher ). Vilket lag som är hemmalag bytar man år till år. Man tilldelar vinnaren av en match 2 poäng och om en match skulle bli lika får vardera lag 1 poäng var. Man använder ej ett bonuspoängsystem. Om det skulle finnas ett flertal lag som delar första plats efter alla matcher spelas avgörs titeln på poängskillnad och om det är oavgjort även här ska vinnaren koras baserat på flest försök. Om lagen fortfarande är delade ettor blir båda lagen vinnare av det årets Six Nations. Detta har dock aldrig inträffat ännu.
Det spekuleras mycket om att även Rumänien och Georgien ska få lov att vara med och tävla med de sex nuvarande nationerna på grund av deras konsistenta framgång internationellt. 

## Six nations
Sedan turneringen blev Six nations år 2000 har Frankrike vunnit fem gånger (2002, 2004, 2006, 2007 och 2010), England fyra gånger (2000, 2001, 2003 och 2011), Wales fyra gånger (2005, 2008, 2012 och 2013) och Irland tre gånger (2009, 2014 och 2015). Turneringen 2007 avgjordes på målskillnad. Maratontabellen för Six nations toppas av England som tagit 111 poäng följt av Irland (108 poäng), Frankrike (106 poäng), Wales (90 poäng), Skottland (40 poäng) och Italien (25 poäng).

## Priser
Förutom äran att vinna turneringen tävlar lagen om en rad utmärkelser, många med rötter tillbaka till Home nationstiden. De viktigaste är Grand slam och Triple Crown. Grand slam erövras av det lag som vinner samtliga sina matcher, det skedde senast 2019 då Wales vann. Triple Crown erövras av den av ursprungliga fyra nationerna som besegrar de tre övriga lagen. Wales lyckades med detta 2008, Irland vann både 2006 och 2007. En symbolisk "wooden spoon" utdelas till det laget som förlorar alla sina matcher, senast erövrades det priset av Skottland 2007. Det finns också en rad interna cuper mellan lagen som avgörs i turneringen. Den äldsta är Calcutta Cup mellan England och Skottland vars rötter går tillbaka till 1879. Kampen om Millennium Trophy står mellan England och Irland och sedan 2007 kämpar Italien och Frankrike om Giuseppe Garibaldi Trophy som skapades till tvåhundraårsdagen av Giuseppe Garibaldis födelse.

## Statistik
De framgångsrikaste lagen är Wales och England med totalt 39 titlar och även Frankrike med 27.Italien har aldrig vunnit. Frankrike har spelats flest turneringar i följd utan att vinna turneringen. Mellan 1910 och 1954 spelade man 24 turneringar utan seger. Varken Skottland eller Italien har vunnit Six Nations ännu, även om Skottland har 16 vinster i ryggen från föregångarna.

## Vinnare
TC: Triple Crown
GS: Grand Slam

### Home International Championship 1883–1909
| - 1883: England (TC) - 1884: England (TC) - 1885: - - 1886: England och Skottland - 1887: Skottland - 1888: - - 1889: - - 1890: England och Skottland - 1891: Skottland (TC) | - 1892: England (TC) - 1893: Wales - 1894: Irland (TC) - 1895: Skottland - 1896: Irland - 1897: - - 1898: - - 1899: Irland (TC) - 1900: Wales (TC) | - 1901: Skottland (TC) - 1902: Wales (TC) - 1903: Skottland (TC) - 1904: Skottland - 1905: Wales (TC) - 1906: Wales och Irland - 1907: Skottland (TC) - 1908: Wales (GS) - 1909: Wales (GS) |

### Five Nations 1910–1931
| - 1910: England - 1911: Wales (GS) - 1912: England och Irland - 1913: England (GS) - 1914: England (GS) - 1920: England, Skottland, Wales - 1921: England (GS) - 1922: Wales - 1923: England (GS) | - 1924: England (GS) - 1925: Skottland (GS) - 1926: Irland och Skottland - 1927: Irland och Skottland - 1928: England (GS) - 1929: Skottland - 1930: England - 1931: Wales |

### Home International Championship 1932–1939
- 1932: England, Irland, Wales
- 1933: Skottland (TC)
- 1934: England (TC)
- 1935: Irland
- 1936: Wales
- 1937: England (TC)
- 1938: Skottland (TC)
- 1939: England, Irland, Wales

### Five Nations 1940–1999
| - 1947: England och Wales - 1948: Irland (GS) - 1949: Irland (TC) - 1950: Wales (GS) - 1951: Irland - 1952: Wales (GS) - 1953: England - 1954: England (TC), Frankrike, Wales - 1955: Frankrike och Wales - 1956: Wales - 1957: England (GS) - 1958: England - 1959: Frankrike - 1960: England (TC) och Frankrike - 1961: Frankrike - 1962: Frankrike - 1963: England - 1964: Skottland och Wales | - 1965: Wales - 1966: Wales - 1967: Frankrike - 1968: Frankrike (GS) - 1969: Wales (TC) - 1970: Frankrike och Wales - 1971: Wales (GS) - 1972: - - 1973: England, Frankrike, Irland, Skottland och Wales - 1974: Irland - 1975: Wales - 1976: Wales (GS) - 1977: Frankrike (GS) - 1978: Wales (GS) - 1979: Wales (GS) - 1980: England (GS) - 1981: Frankrike (GS) | - 1982: Irland (TC) - 1983: Frankrike och Irland - 1984: Skottland (GS) - 1985: Irland (TC) - 1986: Frankrike och Skottland - 1987: Frankrike (GS) - 1988: Frankrike och Wales (TC) - 1989: Frankrike - 1990: Skottland (GS) - 1991: England (GS) - 1992: England (GS) - 1993: Frankrike - 1994: Wales - 1995: England (GS) - 1996: England (TC) - 1997: Frankrike (GS) - 1998: Frankrike (GS) - 1999: Skottland |

### Six Nations 2000–nutid
| - 2000: England - 2001: England - 2002: Frankrike (GS) - 2003: England (GS) - 2004: Frankrike (GS) - 2005: Wales (GS) - 2006: Frankrike - 2007: Frankrike - 2008: Wales (GS) - 2009: Irland (GS) - 2010: Frankrike (GS) - 2011: England | - 2012: Wales (GS) - 2013: Wales - 2014: Irland - 2015: Irland - 2016: England (GS) - 2017: England - 2018: Irland (GS) - 2019: Wales (GS) - 2020: England - 2021: Wales - 2022: Frankrike (GS) - 2023: Irland (GS) |

- 2024: Irland

### Tabell
|                | · England | · Frankrike | · Irland | · Italien | · Skottland | · Wales |
| -------------- | --------- | ----------- | -------- | --------- | ----------- | ------- |
| Deltagande     | 128       | 95          | 130      | 25        | 130         | 130     |
| Vinster        | 29        | 18          | 16       | 0         | 14          | 28      |
| Delade vinster | 10        | 8           | 9        | 0         | 9           | 11      |
| Grand Slams    | 13        | 10          | 4        | 0         | 3           | 12      |
| Triple Crowns  | 26        | -           | 11       | -         | 10          | 22      |

Senast uppdaterad efter 2023 års turnering.